# Lorik Emini
Lorik Emini (* 29. August 1999) ist ein schweizerisch-kosovarischer Fussballspieler, der beim FC Vaduz in der Challenge League unter Vertrag steht.

## Karriere

### Verein
Seine Juniorenzeit verbrachte Lorik Emini bei Zug 94 und beim FC Luzern.
Im Herbst 2019 schaffte er den Sprung ins Kader der 1. Mannschaft des FC Luzern in die Super League.
In der Schweizer Super League debütierte Emini am 1. Dezember 2019 bei der 1:4-Heimniederlage gegen den FC St. Gallen, wo er in der 90. Minute eingewechselt wurde. Sein Startelf-Debüt in der Schweizer Super League erfolgte am 7. Dezember 2019 bei der 0:1-Auswärtsniederlage beim BSC Young Boys, wo er gleich durchspielte. Am 24. Januar 2019 unterschrieb Emini seinen ersten Profivertrag beim FC Luzern bis Ende Juni 2021.
Seinen ersten Treffer in der Super League schoss Lorik Emini bei der 1:2-Heimniederlage gegen Neuchâtel Xamax. Im Mai 2021 gewann die Mannschaft den Schweizer Cup.
Zur Saison 2023/24 wechselte Emini in die Challenge League zum FC Vaduz, bei dem er einen bis Sommer 2025 laufenden Vertrag erhielt.

### Nationalmannschaft
Emini absolvierte diverse Juniorenländerspiele für die U-16 der Schweiz. Im Juni 2021 debütierte Emini in einem Freundschaftsspiel gegen San Marino in der A-Nationalmannschaft des Kosovo.

## Erfolge
FC Luzern
- Schweizer Cupsieger 2021